# Hymenochaete attenuata
Hymenochaete attenuata är en svampart som först beskrevs av Joseph-Henri Léveillé, och fick sitt nu gällande namn av Joseph-Henri Léveillé 1846. Hymenochaete attenuata ingår i släktet Hymenochaete och familjen Hymenochaetaceae.   Inga underarter finns listade i Catalogue of Life.